# Moulin du Tertre (Nantes)
Pour les articles homonymes, voir moulin du Tertre.
Le moulin du Tertre, à l'état de ruines, est un élément du petit patrimoine de la commune de Nantes, situé dans le quartier Nantes Erdre, dans le département français de la Loire-Atlantique.

## Présentation
Les vestiges de ce moulin à vent sont découverts en 2005 sous un roncier sur la rive droite de l'Erdre. Cet ancien moulin dépendait sans doute du château voisin du Tertre. Plus rien n'est bâti sur les parcelles environnantes, mais un cercle apparaît nettement sur les plans retrouvés aux archives départementales. Le moulin devait déjà être à l'état de ruines en 1834. À cette époque, le château du Tertre et ses dépendances appartiennent à la veuve Joseph Châtelier.
Avant la Révolution française, le Tertre faisait partie de la paroisse de Saint-Donatien, qui s'étendait sur les deux rives de l'Erdre. Les meuniers du Tertre sont cités à plusieurs reprises dans les registres paroissiaux (baptêmes, mariages, décès). Une tour semblable existe sur la rive gauche de l'Erdre, la Tour de l'Éraudière.